# Muhammad Ahmad Mahgoub
Muhammad Ahmad Mahgoub (àrab: محمد أحمد المحجوب, Muḥammad Aḥmad al-Maḥjūb) (Al-Duain, 17 de maig de 1908 - Khartum, 23 de juny de 1976) fou un polític sudanès, ministre i primer ministre del Sudan, crític literari i escriptor notable que ha publicat alguns llibres i uns volums de poesia en àrab.
Va ser educat pel seu oncle Mohammed Halim i l'avi matern i destacat mahdista Rahman al-Nujoma. Va estudiar al Sudan a Omdurman (Central School) i al Gordon Memorial College, on es va graduar com enginyer (1929). Des de 1927 va escriure per la revista Sudan Civilization i després pel diari General Revival (1931) i altres. Va estudiar també dret.
El 1946 fou elegit membre del Parlament pel partit Umma. El 4 de juliol de 1956 fiu nomenat ministre d'afers exterior en el gabinet d'Abdallah Khalil, càrrec que va conservar fins al cop d'estat de 17 de novembre de 1958 del general Ibrahim Abbud; després fou president del Front Unit, la coalició encapçalada per l'Umma que va substituir al front Independentista que havia operat fins al cop d'estat. En el gabinet que va seguir la caiguda del règim militar el 30 d'octubre de 1964, presidit per Sirr al-Khatim al-Khalifa, va tornar a ser ministre d'afers exteriors, posició que va conservar en la reorganització ministerial del març de 1965 que va seguir a l'expulsió dels comunistes del gabinet. Després de les eleccions del 21 d'abril de 1965, que va guanyar l'Umma, i com que el cap del partit Sadiq al-Mahdi no havia complert els 30 anys (mínim legal per optar a ser primer ministre) fou escollit per presidir el govern el 10 de juliol. Mahgoub era considerat conservador i proper al patró de l'Umma Sayyid al-Hadi al-Mahdi, mentre Sadiq al-Mahdi, jove i educat a Oxford, era considerat reformista. Per això quan Sadiq va complir els 30 anys (el 25 de desembre de 1965) va començar negociacions amb els partits de l'oposició (Partit Nacional Unionista i el Partit Democràtic Popular Sudanès) per formar un govern de coalició. El 25 de juliol de 1966 Mahgoub va patir una inesperada derrota parlamentària (126 contra 30 i 15 abstencions), causada perquè els parlamentaris propers a Sadiq no van seguir les consignes de vot establertes per Mahgoub, i aquest va haver de dimitir. Saddik al-Mahdi fou nomenat primer ministre (27 de juliol) amb el suport dels partits amb els quals havia negociat, i Mahgoub va passar a dirigir a l'oposició, amb els diputats que li restaven lleials. El nou govern es va formar el 4 d'agost. El govern de Mahgoub havia utilitzat la mà dura al sud i era responsable d'algunes matances (Massacres de Juba, Wau, Torit, Warajwok, Bor i Akobo el 1965).
El març de 1967 es van celebrar eleccions al sud, tot i estar encara en rebel·lió, per elegir 34 diputats, dels quals 15 foren per l'Umma i 10 per la Unió Nacional Africana del Sudan, un partit sudista. Sayyid al-Hadi al-Mahdi, Mahgoub, i els conservadors de l'Umma estaven maniobrant entre bastidors per recuperar el poder. Mahgoub va buscar les mateixes aliances que abans havien donat el poder a Sadiq. El 15 de maig de 1967 Saddik al-Mahdi fou derrotat al parlament per 112 vots contra 86, i va haver de dimitir. Muhammad Ahmad Mahgoub va retornar al govern que va formar amb la facció conservadora del seu partit i amb el Partit Nacional Unionista, el Partit Democràtic Popular i altres menors.
El febrer de 1968 es va dissoldre el Parlament a petició seva (i amb l'oposició del seu rival Saddik al-Mahdi) i l'abril de 1968 es van celebrar eleccions generals, en les quals el Partit Democràtic Unionista va emergir victoriós amb 101 escons d'un total de 218. Els conservadors de l'Umma en van aconseguir 33 i els progressistes 36; els partits sudistes 25 (15 de la Unió Nacional Africana del Sudan i 10 del Front del Sud). Mahgoub això no obstant, va restar com a primer ministre, ja que el seu suport era imprescindible per tenir majoria, formant un govern de coalició dels conservadors de l'Umma amb el PDP i els sudistes del Front del Sud. Els independents van aconseguir 26 escons, uns quants d'ells comunistes.
El 25 de maig de 1969 fou enderrocat per Gaafar al-Nimeiry que es va posar al front d'un Consell Revolucionari. El càrrec de primer ministre fou concedit a l'exjutge del tribunal suprem Abubakr Awadallah. La constitució fou suspesa, els partits polítics dissolts i el parlament prorrogat; el cap religiós Abd al-Rahman de la secta Khatamiyya i els caps polítics entre els quals el primer ministre Mahgoub i el president al-Azhari foren empresonats i jutjats (al-Azhari va morir d'un atac de cor el 26 d'agost). Fou alliberat un temps després i es va exiliar a Londres. Va tornar finalment al Sudan i va morir a casa seva a Khartum.

## Obres
- “Which Way Should the Intellectual Movement in the Sudan be Directed?” (1941)
- The local government in Sudan, El Caire 1945.
- Death of the World, conjuntament amb Abd al-Halim Muhammad, El Caire 1946
- About tomorrow. Khartum 1970.
- Democracy on trial, London 1974.
- Diverses col·leccions de poesia:
  - Story of the heart, Beirut 1961.
  - The Heart test, Beirut 1964.
  - Paradise Lost, Beirut 1969.
  - Msobhta and Danny, El Caire, 1972.
- Articles diversos en diares, revistes; discursos al parlament, a les Nacions Unides i a la OUA